# استیگ اندرسون-تویلینگ
استیگ اندرسون-تویلینگ (انگلیسی: Stig Andersson-Tvilling; ۱۵ ژوئیهٔ ۱۹۲۸ – ۲۰ سپتامبر ۱۹۸۹) بازیکن هاکی روی یخ، و بازیکن فوتبال اهل سوئد بود.
از باشگاه‌هایی که در آن بازی کرده‌است می‌توان به باشگاه فوتبال دیورگاردن اشاره کرد.